# Народное движение Узбекистана
«Наро́дное движе́ние Узбекиста́на» (узб. Oʻzbekiston xalq harakati) — незарегистрированное оппозиционное политическое движение, основанное в 2011 году ныне проживающим в Турции известным узбекским оппозиционером и диссидентом Мухаммадом Салихом, являющимся одновременно лидером демократической партии «Эрк».
Движение было основано по одним данным в мае 2010 года в Берлине, по другим, летом 2011 года в Стамбуле, изначально как коалиция демократической партии «Эрк», организации «Андижан — справедливость и прогресс» и группы «Таянч» (Опора). Движение провело и проводит свои съезды в Стамбуле, Праге, Варшаве, Дюссельдорфе и других европейских городах. В июле 2011 года движение открыло своё отделение в США для своих членов и сторонников в этой стране. 1 сентября 2011 года, в день очередной годовщины независимости Узбекистана, движение провело в Стамбуле акции протеста против властей Узбекистана. В марте 2012 года движение призвало таксистов в Узбекистане объединиться в мобильные группы и начать акции протеста по всей стране.
После появления сообщений об экстренной госпитализации бывшего президента Узбекистана Ислама Каримова, 28 августа официальный сайт Народного движения Узбекистана опубликовал информацию, согласно которой Ислам Каримов 26 августа организовал на своей загородной резиденции Дурмень торжественный приём и банкет по случаю беспрецедентного количества медалей узбекистанских спортсменов, завоеванных на Летних Олимпийских играх 2016 и рекордного 21-го места в итоговом общекомандном зачёте, на котором Узбекистан опередил такие страны как Казахстан и Украина. В сообщении говорилось, что президент Ислам Каримов начал «пить водку и другие спиртные напитки сверх меры», не слушая даже предостережений своих подчиненных, и из-за этого президент в десять вечера потерял сознание и подоспевшие его врачи предположили инфаркт, и уже в больнице их диагноз подтвердился.
В январе 2018 года движение заявило о добыче списка свыше 700 сотрудников СНБ Узбекистана, вовлечённых для борьбы с инакомыслящими в период правления Ислама Каримова. Некоторые члены движения были осуждены в Узбекистане на различные тюремные сроки.
Существуют немало критиков движения, не только со стороны правительства Узбекистана, но и среди некоторых узбекских оппозиционеров и независимых экспертов. Осуществлялись несколько хакерских атак на официальный сайт движения, и каждый раз движение в этом обвиняло властей Узбекистана.